# Нова Ладога
Нова Ладога (на руски: Новая Ладога) е град в Русия, разположен във Волховски район, Ленинградска област. Населението на града към 1 януари 2018 година е 8203 души.
Градът е разположен при вливането на Волковска река в река Ладога, на 140 километра източно от Санкт Петербург.